# Об'єкт 140
Об'єкт 140 — радянський дослідний середній танк. Серійно не виготовлявся.

## Історія створення
На початку 1950-х в «Відділі 520» Уральського танкового заводу м. Нижній Тагіл, в рамках створення принципово нового танка, були розпочаті роботи з проектування нового середнього танка «Об'єкт 140». Керівником робіт був Головний конструктор Морозов О.О. У 1952 через низку розбіжностей між інженерами ОКБ і дирекцією заводу, частина конструкторського складу (включаючи самого Морозова О.О.) перейшла на Харківський завод №75. Роботи зі створення танка «Об'єкт 140» продовжив Карцев Л.М. Частина рішень і напрацювань по «Об'єкту 140» була використана при створенні іншого танка «Об'єкт 430».
У 1957 році було виготовлено два дослідні зразки. На порівняльних випробуваннях з «Об'єктом 430» у «Об'єкту 140» було виявлено ряд дефектів. Незабаром з ініціативи Л.М. Карцева «Об'єкт 140» був знятий з конкурсу і роботи по ньому були припинені.

## Опис конструкції
«Об'єкт 140» мав класичну компоновочную схему. Для зниження загазованості бойового відділення в танку був механізм викидання стріляних гільз. Після випробувань цей механізм був визнаний вдалим і використовувався згодом у конструкції танка «Об'єкт 165» (Т-62А).

### Броньовий корпус і башта
Місце механіка-водія зміщене до лівого борту корпусу. Сам корпус складався з броньових гнутих листів змінного профілю. Листи були скомпоновані таким чином, щоб захищати від куль і осколків погон башти. Щоб зменшити масу танка, кришка МТВ і опорні котки виготовлялися з алюмінієвого сплаву. Башта «Об'єкту 140» лита, плескатої сферичної форми. Для зручності роботи заряджаючого, передбачена башточка.

### Озброєння
Спочатку «Об'єкт 140» передбачалося оснастити зброєю типу Д—10Т, проте до середини 50-х ОКБ—9 запропонувало використовувати більш досконалу нарізну гармату Д—54Т (яка в той час проходила випробування на дослідному танку «Об'єкт 139»). Ця гармата мала стабілізатор «Блискавка», який істотно спрощував стрільбу під час руху. Таким чином на «Об'єкт 140» була встановлена гармата Д—54ТС з ежектором і стабілізатором. Так само було встановлено додаткове озброєння в вигляді курсового кулемета калібру 7,62 мм, спареного 7,62 мм кулемета і 14,5 мм зенітного кулемета.

### Двигун і трансмісія
Як двигун використовувався дизельний двигун ТД—12 (8Д12У—3).
Трансмісія складалася з планетарної коробки передач, яка була об'єднана в одному картері з планетарним механізмом повороту. Конструкція коробки передач забезпечувала 6 передач переднього і одну передачу заднього ходу. Приводи управління трансмісією були гідравлічними.

### Ходова частина
У ходової частини встановлювалося по 6 двосхилих опорних котків. Тип підвіски торсіонний з телескопічними гідроамортизаторами на передніх і задніх вузлах.

### Засоби спостереження і зв'язку
«Об'єкт 140» оснащувався прицілом-далекоміром ТПДС і нічними приладами марок «Візерунок», «Кут» і «Місяць II», радіостанцією Р-113 і танковим переговорним пристроєм Р-120.

## Машини на базі
- Об'єкт 142 — дослідний середній танк

- Об'єкт 150 — Радянський ракетний танк, прийняти на озброєння у 1968 році з позначенням ВТ-1.

## Екземпляри які збереглися
Збережений дослідний зразок виставлений в експозиції Музею бронетанкової техніки ВАТ «НПК Уралвагонзавод» в м. Нижній Тагіл.